# Corvus tristis
Corvus tristis là một loài chim trong họ Corvidae.